# Ангелос Мустоксидис
А̀нгелос Арсенѝу Мустоксѝдис (на гръцки: Άγγελος Αρσενίου Μουστοξύδης; на руски: Анжело Арсеньев Мустоксиди, Анжелло Арсеньев Мустаксиди) е руски дипломат от гръцки произход, служил на Балканите в XIX век.

## Биография
Роден е в 1780 година. Роднина е на видния историк и филолог от Корфу Андреас Мустоксидис. Постъпва на руска дипломатическа служба в 1805 година. Служи в консулствата в Патра и Дарданелите. Остава на поста консул в Дарданелите от 1821 до 1825 година. В 1830 година става руски консул в Солун, като заема поста до смъртта си в 1861 година.
В Солун Мустоксидис защитава християнското население от произвола на османските власти. Оказва помощ и покровителства гръцкия консул в Солун Теодорос Валянос. В 1860 година Мустоксидис успява да разубеди Цамис Каратасос от вдигане на въстание в Солун, тъй като в района са съсредоточени големи османски военни сили и евентуален бунт би довел до масови кланета над християнското население.
Мустоксидис е носител на ордените „Свети Владимир“ IV степен и „Света Ана“ III и II степен.